# Kastna (Kehtna)
Kastna – wieś w Estonii, prowincji Rapla, w gminie Kehtna.